# 盧森堡的阿利克絲
盧森堡的阿利克絲（法語：Alix de Luxembourg，1929年8月24日—2019年2月11日），盧森堡女大公夏洛特的幼女。

## 家庭
1950年，阿利克絲與利涅親王歐仁二世的次子安東尼結婚，兩人共有3子4女：
1. 米歇爾（Michel，1951年出生）
2. 沃蒂爾（Wauthier，1952年出生）
3. 安妮（Anne，1954年出生）
4. 克莉絲汀（Christine，1955年出生）
5. 索菲（Sophie，1957年出生）
6. 安東尼（Antoine，1959年出生）
7. 約蘭德（Yolande，1964年出生）